# Силумин
Силуми́н — сплав алюминия с кремнием. Химический состав: основа — алюминий, 4-22 % кремния, незначительное количество примесей железа, меди, марганца, кальция, титана, цинка и некоторых других. Некоторые силумины модифицируются добавками натрия или лития. Добавка всего 0,05 % лития или 0,1 % натрия позволяет увеличить содержание кремния в эвтектическом сплаве с 12 % до 14 %. Сплавы Al-Si (силумины) обладают высокими литейными свойствами. В двойных сплавах Al-Si эвтектика состоит из твёрдого раствора и кристаллов практически чистого кремния. В легированных силуминах (АК9ч) помимо двойной эвтектики имеются тройные и более сложные эвтектики. В двойных силуминах с увеличением содержания кремния до эвтектического состава снижается пластичность и повышается прочность.

## Маркировка
АК##@@, где: 
- А — алюминий,
- К — кремний,
- ## — процентное содержание кремния в сплаве,
- @@ — другие химические элементы, содержащиеся в сплаве (если имеются).

Встречается другая маркировка: АЛ##, где:
- АЛ — алюминий литейный,
- ## — номер сплава.

Наиболее распространённые марки:
- АК12 — 12 % кремния, эвтектический сплав.
- АК9 — 9 % кремния.
- АК7Ц9 — 7 % кремния, 9 % цинка.

## Механические свойства
Плотность силуминовых сплавов от 2,5 до 2,94 г/см3.

По сравнению с алюминием обладают большей прочностью и износоустойчивостью, но уступают в этом дюралям — сплавам алюминия с медью, магнием и марганцем. Материал хрупок, при обработке крошится без образования длинной гибкой стружки в отличие от алюминия и меди.

## Химические свойства
В отличие от дюралюминия, силумины устойчивы к коррозии во влажной атмосфере и морской воде, в слабокислой и щелочной среде.

## Применение
Применяются для литья деталей в авто-, мото- и авиастроении (например, картеров, блоков цилиндров, поршней) и для производства бытовой техники (теплообменников, санитарно-технических запорных арматур, мясорубок), в скульптурной технике, в дешёвых электропневматических репликах оружия, иногда изготовляют ключи. 
В СССР из силумина нередко изготавливали наборы игрушечных солдатиков, например «Ледовое побоище» ЛКЗ имени В. В. Куйбышева, «Донской поход» московского завода игрушек «Прогресс», «Воины средневековья», «Конница Отечественной войны 1812 года» и «Конармия» Астрецовской фабрики металлических игрушек и другие, которые, из-за хрупкости материала, ценятся сегодня многими коллекционерами.
Недостатком силумина является высокая пористость и грубая крупнозернистая эвтектика отливок, что сильно отражается на воспроизводимости (стабильности) прочностных свойств получаемых деталей.